# Падова
«Падова» (итал. Calcio Padova) — итальянский футбольный клуб, базирующийся в Падуе, Венеция.

## История
Клуб был основан в 1910 году. После продолжительного пребывания в Lega Pro Prima Divisione (известном ранее как Serie C1), в июне 2009 года, после матча плей-офф с «Про Патрией» перешла в Серию B.
Начало чемпионата 2009/10 запомнилось высокой позицией клуба в турнирной таблице, но после стремительного падения, команда оказалась в зоне вылета. Лишь в последних трёх матчах команда добилась права играть плей-аут с «Триестиной»; после двух встреч, с общим счётом 3:0, «Падова» заслужила пребывание в серии кадетов.
В следующем сезоне, благодаря тренеру молодёжной команды Алессандро Даль Канто, сменившему 15 марта 2011 года тренера Алессандро Калори и молодому футболисту Стефану Эль-Шаарави, команда завершила турнир на пятом месте, получив право сыграть плей-офф. В полуфинале плей-офф «Падова» победила «Варезе» 1:0 в домашнем матче и сыграла 3:3 на выезде. Несмотря на длительную позитивную серию матчей, команда все же проиграла 2:0 «Новаре» в ответном матче финала плей-офф; первый матч завершился со счетом 0:0.
Сезон 2011/12 стал менее удачным, хотя руководство клуба потратило немалую сумму[какую?] на покупку игроков высокого класса. Команда не выполнила поставленную цель, не пройдя в плей-офф и завершила чемпионат на седьмом месте.
Последний раз команда выступала в Серии А в 1996 году. Высшим достижением является поражение в финале Кубка Италии от «Милана», 0:1.
Цвета команды — красный и белый.

## Достижения
- Финалист Кубка Италии: 1967
- Финалист Кубка Интертото: 1962/63

## Тренеры
- Бела Гуттманн
- Нерео Рокко